# Atelomycterus marnkalha
Atelomycterus marnkalha és una espècie de peix de la família dels esciliorrínids i de l'ordre dels carcariniformes.

## Morfologia
- Els mascles poden assolir 47 cm de longitud total.[4]

## Hàbitat
És un peix marí de clima tropical que viu entre 11-74 m de fondària.

## Distribució geogràfica
Es troba des de Queensland (Austràlia) fins al sud de Papua Nova Guinea.